# Siergiej Golicyn (muzyk)
Siergiej Grigorjewicz Golicyn, zwany Firsem (ros. Серге́й Григо́рьевич Голи́цын, ur. 22 lipca?/3 sierpnia 1803 w Rydze, zm. 19 listopada?/1 grudnia 1868 w Starej Wsi) – rosyjski arystokrata, meloman, mecenas sztuki, pisarz i śpiewak operowy.

## Życiorys
Pochodził z arystokratycznego rodu książąt Golicynów, którzy osiedlili się w Wielkim Księstwie Moskiewskim w XV wieku, a byli gałęzią litewskiej dynastii Giedyminowiczów. Siergiej Golicyn był wnukiem Siergieja Fiedorowicza Golicyna, a synem generała-majora, Grigorija Siergiejewicza Golicyna i hrabianki Katarzyny z Sołłohubów, córki generała Jana Michała Sołłohuba.
Młodość spędził na przygotowywaniach do kariery w służbie państwowej Imperium Rosyjskiego. Uczył się w szkole kadetów. W latach 1819–1837 służył w wojsku rosyjskim oraz przez kilka lat pracował w dyplomacji rosyjskiej. W latach 1829–1831 jako oficer artylerii brał udział: w wojnie rosyjsko-tureckiej na Bałkanach, w tłumieniu powstania listopadowego w Królestwie Polskim oraz okupacji Wolnego Miasta Krakowa.
30 października 1836 roku ożenił się w Garbowie z polską hrabianką, Marią Ewą Jezierską, która wniosła mu w posagu pałac i dobra starowiejskie pod Węgrowem. W rok po ślubie wystąpił z czynnej służby wojskowej i osiadł na stałe w Królestwie Polskim.
Od lat 30. XIX wieku poświęcił się życiu towarzyskiemu i artystycznemu. Podejmował próby zbratania się z polskimi elitami ziemiańskimi co jednak w realiach po powstaniu listopadowym całkowicie mu się nie udało. Odegrał natomiast ważną rolę w krzewieniu kultury wysokiej wśród elit rosyjskiego społeczeństwa w czasach panowania cesarza Mikołaja I Romanowa. Udzielał się jako aktor w teatrach amatorskich. Obdarzony głosem basowym występował jako śpiewak na licznych koncertach muzyki operowej. Był również pisarzem i poetą, autorem wielu epigramatów i improwizacji, które tworzył w językach: francuskim, polskim i rosyjskim. Przyjaźnił się z pisarzami Adamem Mickiewiczem i Aleksandrem Puszkinem. Wpłynął na karierę kompozytora Michaiła Glinki. Był odpowiedzialny za promocję jego twórczości i wprowadzenie jej na salony Europy.
Po śmierci ojca w 1848 roku odziedziczył liczne dobra ziemskie, które uczyniły go jednym z najbogatszych ziemian w Imperium Rosyjskim.
Z małżeństwa z Marią Ewą z Jezierskich doczekał się kilkorga dzieci. Do historii przeszedł przede wszystkim jego syn Lew Siergiejewicz Golicyn, który był znanym rosyjskim enologiem i założycielem pierwszych winnic na Krymie. Inny syn, Grigorij zrobił karierę w armii rosyjskiej i był głównodowodzącym wojsk rosyjskich na Kaukazie w latach 1897-1904